# Kelasi
Kelasi (persiska: كِلاسی, کلاسی) är en ort i Iran. Den ligger i provinsen Västazarbaijan, i den nordvästra delen av landet, 600 km väster om huvudstaden Teheran. Kelasi ligger 1 662 meter över havet och antalet invånare är 528.
Terrängen runt Kelasi är varierad.Runt Kelasi är det ganska tätbefolkat, med 185 invånare per kvadratkilometer. Närmaste större samhälle är Silvana, 13,5 km norr om Kelasi. Trakten runt Kelasi består i huvudsak av gräsmarker.